# Vlková
Vlková es un municipio del distrito de Kežmarok en la región de Prešov, Eslovaquia, con una población estimada a final del año 2024 de 976 habitantes.
Se encuentra ubicado al noroeste de la región, cerca del río Poprad (cuenca hidrográfica del río Vístula) y de la frontera con Polonia.

## Demografía
| Año        | 1994 | 2004    | 2014     | 2024     |
| ---------- | ---- | ------- | -------- | -------- |
| Población  | 600  | 649     | 728      | 976      |
| Diferencia |      | +8,16 % | +12,17 % | +34,06 % |

| Año        | 2023 | 2024    |
| ---------- | ---- | ------- |
| Población  | 952  | 976     |
| Diferencia |      | +2,52 % |